# Silvolde

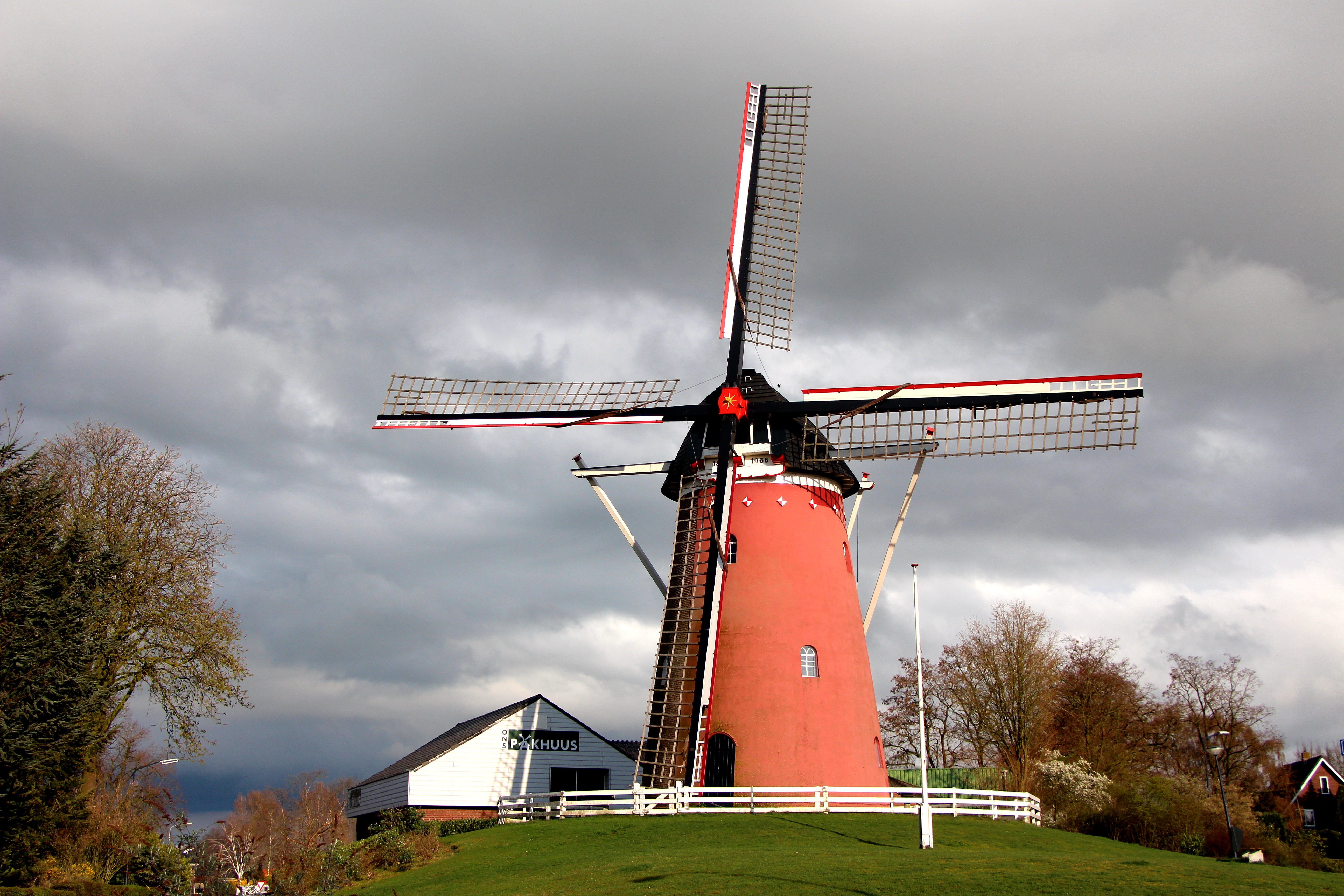
Die noch betriebsfähige Gerritsens Molen von 1856

Silvolde ist ein Dorf in der niederländischen Gemeinde Oude IJsselstreek (Achterhoek in der Provinz Gelderland). Es hat mit Zählung vom 1. Januar 2024 5.455 Einwohner und grenzt direkt an die Kleinstadt Terborg. Südlich fließt die Oude IJssel.
Das Dorf ist ursprünglich katholisch geprägt. Überlokale Bedeutung hat das Almende College: In Silvolde befinden sich die locatie Isala (Abitur und Fachabitur, havo/vwo) sowie die locatie Laudis (Haupt- und Realschulniveau, vmbo). Die ältere locatie Bluemers dient als Nebenörtlichkeit für das Laudis.
Es gibt drei Baudenkmäler, die den Status als Rijksmonument erhalten haben. Das sind zwei Kirchen, nämlich die ältere, protestantische Oude Mauritiuskerk sowie die katholische Mauritiuskerk von 1931. Letztere wurde 2018 profaniert und dient nun als Eventlocation unter dem Namen De Tempel. Drittens steht in Silvolde eine Mühle, Gerritsens Molen, von 1856.

## Geschichte und Name
Der Name Silvolde wurde erstmals 1188 erwähnt. Möglicherweise kommt er von suli, einem germanischen Wort für ein Haus, das aus einem Raum besteht, und wold, Grund mit Sträuchern. Alternative Erklärungen verweisen auf die nahe vorbeifließende IJssel (Isala) und wold (Wald).
Bei der ersten urkundlichen Erwähnung von 1188 gehörte Silvolde zum Kölner Erzbistum, bis 1247.